# 塔湖 (伊利諾伊州)
塔湖（英語：Tower Lakes）是位於美國伊利諾伊州萊克縣的一個村落。

## 人口
根據2010年美國人口普查的數據，塔湖的面積為2.67平方千米，當中陸地面積為2.35平方千米，而水域面積為0.32平方千米。當地共有人口1283人，而人口密度為每平方千米480人。